# 15-cm schwere Feldhaubitze 02
L’obusier de 150 mm modèle 1902, en allemand 15-cm sFH 1902 (sFH, schwere Feldhaubitze : obusier lourd de campagne), est une pièce d'artillerie développée et produite par l'entreprise allemande Krupp au tout début du XXe siècle. Ce modèle a été utilisé par l'artillerie de campagne de l'armée allemande lors de la Première Guerre mondiale.
Cet obusier fut la première pièce allemande avec un système de frein de recul. Déployé en 1914 à raison de 18 pièces dans chaque corps d'armée, son tir courbe, sa portée et la puissance de ses projectiles ont permis à l'artillerie allemande de dominer son homologue française, surtout en terrain vallonné. Ce modèle est progressivement remplacé par le 15 cm sFH 13 (de), complété par le canon de 150 mm K 16.